# Rupert Keegan
Rupert Arnold Keegan (* 26. Februar 1955 in Westcliff-on-Sea; † 23. September 2024 in Portoferraio auf Elba, Italien) war ein britischer Automobilrennfahrer.

## Karriere
Rupert Keegan galt als nicht besonders talentiert, als er 1977 in die Formel 1 kam, dennoch schaffte er es, an 25 Weltmeisterschaftsläufen teilzunehmen.
Keegan begann seine Karriere in den frühen 1970er-Jahren auf einem Ford Escort Mexiko, wechselte aber bald in die britische Formel-Ford-Meisterschaft. 1974 fuhr er eine ganze Saison in der Formel 3. Mit dem Geld seines Vaters, der einige Großbäckereien betrieb, erwarb er ein Jahr später den March 743 von Brian Henton und stieg in die Formel-2-Europameisterschaft ein. Keegan war zwar schnell, erreichte das aber nur durch zu hohes Risiko. Die Folge waren eine Serie von „Ausritten“ und Unfällen (den schwersten Unfall hatte er in Thruxton), die er alle ohne Verletzungen überstand.
Die Wende kam 1976, als er mit neun Laufsiegen überlegen die Britische Formel-3-Meisterschaft gewann. Dieser Erfolg brachte ihm einen Werksvertrag bei Hesketh für die Formel-1-Saison 1977 ein. Hesketh, einst das Team, mit dem James Hunt seinen ersten Grand Prix gewann, war inzwischen der Konkurrenz in allen Belangen unterlegen. Keegan konnte das Fahrzeug, den Hesketh 308E-Ford-Cosworth, zwar bei jedem Rennen, bei dem er eingesetzt wurde, qualifizieren; zu einem WM-Punkt reichte es jedoch nicht. So wechselte er 1978 zu Surtees. Große Erfolge blieben allerdings auch hier aus. Beste Platzierung war der elfte Platz beim Großen Preis von Spanien in Jarama.
Nachdem John Surtees 1979 den Vertrag nicht verlängerte, musste Keegan in die Aurora-Formel-1-Serie ausweichen, eine nationale britische Rennserie, die auf dem Reglement der Formel-1-Weltmeisterschaft basierte. Keegan setzte einen privaten Arrows A1 aus dem Vorjahr ein. Er gewann damit fünf Rennen und die Meisterschaft und kehrte 1980 mit RAM Racing in die Formel 1 zurück. 1982 endete seine Formel-1-Karriere mit einem kurzen Gastspiel bei RAM, ohne dass er jemals in den Punkterängen platziert war.
In der Folge fuhr er Sportwagenrennen, unter anderem die 24 Stunden von Le Mans und einige Rennen bei den Champ Cars, ehe er eine Karriere als Geschäftsmann dem Motorsport vorzog. 1995 gab er in Le Mans an der Seite von Geoff Lees und Dominic Chappell für Lister ein überraschendes Comeback. Der Wagen, ein Lister Storm GT, blieb aber schon nach 40 Runden mit einem Schaden an der Antriebswelle liegen.
Im September 2024 starb Keegan nach langer Krankheit. Zuletzt lebte er auf Elba. Er hinterließ eine Tochter.

## Statistik

### Le-Mans-Ergebnisse
| Jahr | Team                     | Fahrzeug         | Teamkollege | Teamkollege      | Platzierung | Ausfallgrund       |
| ---- | ------------------------ | ---------------- | ----------- | ---------------- | ----------- | ------------------ |
| 1982 | Ultramar Team Lola       | Lola T610        | Guy Edwards | Nick Faure       | Ausfall     | Zylinder überhitzt |
| 1983 | John Fitzpatrick Racing  | Porsche 956      | Guy Edwards | John Fitzpatrick | Rang 5      |                    |
| 1984 | Skoal Bandit Racing Team | Porsche 962      | Guy Edwards | Roberto Moreno   | Ausfall     | Unfall             |
| 1995 | Lister Cars Ltd.         | Lister Storm GTS | Geoff Lees  | Dominic Chappell | Ausfall     | Getriebeschaden    |

### Einzelergebnisse in der Sportwagen-Weltmeisterschaft
| Saison | Team                            | Rennwagen   | 1   | 2   | 3   | 4   | 5   | 6   | 7   | 8   | 9   | 10  | 11  |
| ------ | ------------------------------- | ----------- | --- | --- | --- | --- | --- | --- | --- | --- | --- | --- | --- |
| 1974   | Motor Race Consultants          | Chevron B23 | MON | SPA | NÜR | IMO | LEM | ZEL | WAT | LEC | BRH | KYA |     |
| 1974   | Motor Race Consultants          | Chevron B23 |     |     |     |     |     | DNF |     |     |     |     |     |
| 1975   | Alroy Racing                    | March 75S   | DAY | MUG | DIJ | MON | SPA | PER | NÜR | ZEL | WAT |     |     |
| 1975   | Alroy Racing                    | March 75S   |     | DNF |     |     |     |     |     |     |     |     |     |
| 1982   | Lola Cars                       | Lola T610   | MON | SIL | NÜR | LEM | SPA | MUG | FUJ | BRH |     |     |     |
| 1982   | Lola Cars                       | Lola T610   | DNF | 16  | DNF | DNF | DNF |     |     | 7   |     |     |     |
| 1983   | Preston Henn Fitzpatrick Racing | Porsche 956 | MON | SIL | NÜR | LEM | SPA | FUJ | KYA |     |     |     |     |
| 1983   | Preston Henn Fitzpatrick Racing | Porsche 956 |     | DNF |     | 5   |     |     |     |     |     |     |     |
| 1984   | Skoal Bandit                    | Porsche 956 | MON | SIL | LEM | NÜR | BRH | MOS | SPA | IMO | FUJ | KYA | SAN |
| 1984   | Skoal Bandit                    | Porsche 956 | DNF | 3   | DNF | 11  | 3   | 2   | DNF | 8   |     |     | 9   |